# Masih Alinejad
Masoumeh Alinejad-Ghomikolayi, detta Masih (in persiano معصومه علی‌نژاد قمی‌کُلایی‎; Qomi Kola, 11 settembre 1976), è una giornalista, scrittrice e attivista iraniana naturalizzata statunitense, presentatrice/produttrice al VOA Persian Service, corrispondente per Radio Farda, collaboratrice per la televisione Manoto e per IranWire.
Alinejad si concentra sulle critiche allo status dei diritti umani in Iran, in particolare i diritti delle donne.  Vive a New York City e ha vinto numerosi premi, tra cui il Vertice di Ginevra 2015 per i diritti umani e la democrazia per i diritti delle donne, l'Omid Journalism Award dalla Mehdi Semsar Foundation e un AIB "Highly Commended" Premio Eccellenza Mediatica.
Nel 2019, Alinejad ha citato in giudizio il governo iraniano in un tribunale federale degli Stati Uniti per molestie contro di lei e la sua famiglia. Ha pubblicato un libro nel 2018, intitolato The Wind in My Hair, in cui parla delle sue esperienze in Iran, dove scrive che le ragazze “sono cresciute per tenere la testa bassa, per essere le più discrete possibile e per essere mansuete.” Nel 2021, i pubblici ministeri statunitensi hanno accusato quattro funzionari dell'intelligence iraniana di aver complottato per rapire un critico del governo iraniano; l'obiettivo non è stato nominato, ma Masih crede che fosse lei. Nel 2025 due uomini sono stati condannati per aver organizzato un piano di omicidio contro Alinejad nel 2022.

## Biografia
Alinejad è nata come Masoumeh Alinejad, ma usa il nome "Masih" (persiano per "unto" o "Messia"). Alinejad era politicamente attiva fin da giovane e fu arrestata nel 1994 per aver prodotto volantini critici nei confronti del governo. 

### Giornalismo in Iran
Masih Alinejad ha scritto nel suo libro di aver iniziato a fare giornalismo con l'aiuto di Marjan Sheikholeslami. Ha iniziato la sua carriera giornalistica nel 2001 con il quotidiano locale Hambastegi, e poi per l'Agenzia di stampa del lavoro iraniano (ILNA)'. Hanno pubblicato il suo lavoro anche altre testate come Shargh, Bahar, Vaghaye Ettefaghiye, Ham-Mihan eEtemad. Durante il periodo del sesto e settimo parlamento, Alinejad era un giornalista parlamentare. Nel 2005, ha scritto un articolo in cui suggeriva che i ministri del governo avevano affermato di aver ricevuto tagli salariali; in realtà stavano ricevendo considerevoli somme di denaro come "bonus" per qualsiasi cosa, dall'adempimento dei doveri religiosi all'inizio del nuovo anno. L'articolo ha generato polemiche e ha portato al suo allontanamento dal parlamento. 
Nel 2008, ha scritto un pezzo eccezionalmente critico su Etemad, intitolato "Song of the Dolphins", in cui ha paragonato i seguaci di Mahmoud Ahmadinejad a delfini affamati che emettono suoni ed eseguono atti divertenti per afferrare un boccone di cibo dal loro addestratore. Alcuni sostenitori del presidente Ahmadinejad hanno espresso il loro senso di indignazione, costringendo alla fine il direttore del quotidiano Mehdi Karroubi, lui stesso un politico e religioso dell'establishment relativamente popolare e molto potente, a scusarsi pubblicamente. 

### Negli Stati Uniti e nel Regno Unito
Nell'estate del 2009, durante il suo soggiorno negli Stati Uniti, Alinejad ha fatto di tutto al fine di ottenere un'intervista con il presidente Barack Obama senza però alcun riscontro anche se le fu concesso un visto temporaneo proprio per tal fine. Quando il suo visto è scaduto, è stata costretta a tornare nel Regno Unito. Mentre si trovava negli Stati Uniti, ha partecipato ad alcune proteste antigovernative iraniane e ha tenuto un discorso a San Francisco, dove ha detto, rivolgendosi alle autorità iraniane: "Abbiamo tremato per trent'anni, ora tocca a voi tremare". La sua intervista con Voice of America è stata mostrata insieme a parti dei video che aveva realizzato, intitolati "A Storm of Fresh Air". Nel 2010, lei e un gruppo di scrittori e intellettuali iraniani hanno fondato la fondazione "IranNeda". 
Alinejad si è laureata nel 2011 in Comunicazione, Media e Cultura presso la Oxford Brookes University.

### Opposizione al governo iraniano

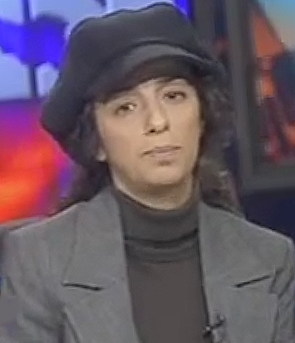
Alinejad subito dopo aver lasciato l'Iran per gli Stati Uniti nel 2009

Nel 2014, Alinejad ha lanciato My Stealthy Freedom (noto anche come Stealthy Freedoms of Iranian Women), una pagina Facebook che invita le donne iraniane a pubblicare foto di se stesse senza hijab. La pagina ha rapidamente attirato l'attenzione internazionale e ha raccolto centinaia di migliaia di "Mi piace".
Nel 2015, il Summit di Ginevra per i diritti umani e la democrazia le ha conferito il Women's Rights Award per "aver dato voce a chi non ha voce e risvegliato la coscienza dell'umanità per sostenere la lotta delle donne iraniane per i diritti umani fondamentali, la libertà e uguaglianza".
Nel 2022 è uscito il docufilm biografico "Be My Voice", che racconta del suo progetto e di come ha avuto origine. Il documentario è stato proiettato in svariate sale cinematografiche in Europa. Inoltre lei ha scritto un libro, "The Wind In The Hair" (Il vento nei capelli). Con oltre 7 milioni di follower su Instagram, nonché centinaia di migliaia su Facebook e Twitter, è tra le più seguite attiviste femministe al mondo. In merito alla sua campagna contro la dittatura teocratica iraniana degli Allatoyah, Ali Khamenei, guida suprema del paese, ha emesso una fatwa nei suoi confronti, comprensiva di taglia. 
Il 13 giugno 2022, è stata insignita del Moral Courage Award dell'American Jewish Committee per aver parlato senza paura a sostegno del popolo iraniano oppresso dal governo iraniano. A marzo 2023 viene inserita dal Time nella annuale lista delle donne più influenti al mondo, al fianco di Cate Blanchett e Angela Bassett.
Alinejad, che si dichiara "una non musulmana", ha detto che non è contraria all'hijab, ma crede che dovrebbe essere una questione di scelta personale di chi crede nell'Islam. In Iran, in quanto obbligatorio, per le donne che appaiono in pubblico senza l'hijab, il rischio è di essere arrestate. La sua famiglia ha subito persecuzioni in Iran come ritorsione per la sua attività ed è stata oggetto di un complotto sventato, a scopo di rapimento e omicidio da parte dei servizi segreti iraniani.
Attualmente vive sotto scorta.

## Opere
- Il vento fra i capelli. La mia lotta per la libertà nel moderno Iran, edizioni Nessun Dogma-UAAR, 2021, traduzione di Maria Sofia Buccaro. Il libro, che tratta del suo viaggio da un minuscolo villaggio nel nord dell'Iran per diventare una giornalista e creare un movimento online che ha scatenato un movimento di protesta a livello nazionale, è stato pubblicato in inglese (The Wind in My Hair. My Fight for Freedom in Modern Iran) da Little Brown nel 2018. The New York Times ha sostenuto che il libro dipinge un vivido ritratto dell'Iran moderno e che è stato scritto con una "schietta onestà" che considerava una caratteristica della vita e della scrittura di Alinejad.

Ha pubblicato quattro libri in persiano:
- Tahasson – che descrive le turbolenze/sfide politiche create quando il "Sesto parlamento iraniano" è entrato in sciopero.
- Taj-e-Khar ( La corona di spine ) – un romanzo ora tradotto in inglese. Si riferisce alla passione di Cristo e alla corona di spine posta sul suo capo dai Romani.
- I am Free – che si occupa delle questioni delle donne in Iran, pubblicato in Germania perché inserito nella lista nera dal Ministero della cultura e dell'orientamento islamico, l'ente di censura iraniano.
- Gharar Sabz ( Green Rendezvous ) – che si occupa della violenza per frode elettorale presidenziale post-2009. Questo libro è stato pubblicato anche in Germania, per gli stessi motivi.